# 뫼비우스 변환
복소해석학과 기하학에서 뫼비우스 변환(Möbius transformation)은 다음과 같은 꼴의 함수이다.
{\displaystyle z\mapsto {\frac {az+b}{cz+d}}}.
여기서 {\displaystyle a,b,c,d} 는 복소상수이며 {\displaystyle ad-bc\neq 0} 를 만족해야 한다. (만약 {\displaystyle ad-bc=0} 이면 이 함수는 상수 함수가 된다.)
저자에 따라 위 함수를 뫼비우스 변환 대신 선형 분수 변환(linear fractional transformation)이나 일차 분수 변환, 혹은 드물게 쌍선형 변환(bilinear transformation)으로 정의하기도 하지만, 뫼비우스 변환을 선형 분수 변환의 특별한 예시({\displaystyle a,b,c,d} 는 복소수체의 원소)로 보는 게 일반적이다. (뫼비우스 변환은 선형 변환이 아님을 유의해야 한다.) 
뫼비우스 변환은 리만 구의 자기동형사상이다. 뫼비우스 변환은 군을 이루며, 이를 뫼비우스 군(Möbius group)이라고 한다. 이는 2차원 복소수 사영 특수 선형군 {\displaystyle PSL(2,\mathbb {C} )}과 동형이다.

## 같이 보기
- 공형기하학
- 푹스군
- 쌍곡기하학
- 클라인 부분군
- 로런츠 군
- 모듈러 군
- 사영기하학
- 스미스 차트

## 참고 문헌
- Weisstein, Eric Wolfgang. “Möbius Group”. 《Wolfram MathWorld》 (영어). Wolfram Research.